# Land van Axel
Het Land van Axel is het deel van Oost-Zeeuws-Vlaanderen dat de plaatsen Axel, Zaamslag, Terneuzen en Hoek omvat. Het is een kleiner gebied dan het voormalige Axeler Ambacht. Tegenwoordig ligt het Land van Axel geheel binnen de gemeente Terneuzen.
Het land van Axel heeft een afwijkende geschiedenis en cultuur ten opzichte van de rest van Zeeuws-Vlaanderen, wat ontstaan is door de ligging op het eiland en de verwikkelingen tijdens de Tachtigjarige Oorlog. Het Eiland van Axel lag omsloten door de Westerschelde, de Braakman, het Kanaal van Axel, en het Hellegat. Dit waren brede zeearmen.

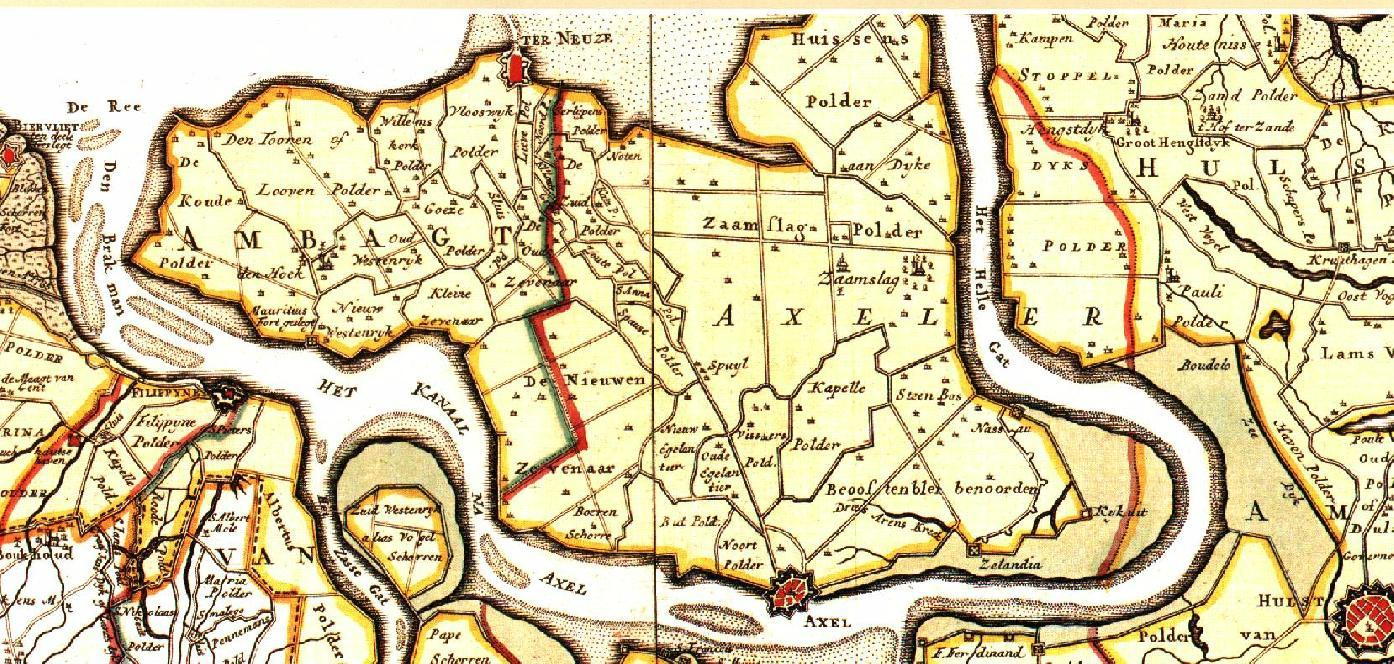
Land van Axel, 1747

## Geschiedenis

### Tachtigjarige Oorlog
In 1572 werd Vlissingen veroverd door de Watergeuzen. Deze hielden regelmatig strooptochten diep in het ten zuiden van de Westerschelde gelegen Vlaamse land. Op 30 oktober 1583 liep de baljuw van het Land van Waas over naar de Spaanse zijde, waar Parma geleidelijk aan terrein won. Hierdoor verloren de Watergeuzen terrein en om de Schelde te beveiligen en de vijandt in Vlaanderen te quellen gingen de Geuzen over tot tegenactie. Op 6 november 1583 veroverden staatsgezinde troepen onder leiding van Hohenlohe de stad Terneuzen. Hier werd een fort gebouwd dat de Moffenschans werd genoemd, naar de Duitse troepen die in het gevolg van Hohenlohe meetrokken. Zo kregen de Staatsen een bruggenhoofd in vijandelijk gebied. Dit werd wel de separatie van der Neusen genoemd. Dit bruggenhoofd bleef behouden.
Vrij snel werd in Terneuzen de reformatie ingevoerd. In 1578 bestond in Terneuzen al een hervormde kerk met een predikant. Op 23 april 1584 werden aan Terneuzen stadsrechten verleend door Willem van Oranje.
Op 18 juli 1584 staken de Staatsen de zeedijken door om het door hen bezette gebied te beschermen tegen Spaansgezinde aanvallen. Axel, nog door een smalle dijk met Terneuzen verbonden, werd in juni 1586 ingenomen door troepen van Prins Maurits. Deze plaats kreeg van Leicester eveneens stadsrechten.

### Deel van Zeeland
Het betreffende eiland werd nu, in tegenstelling tot het overige Zeeuws-Vlaams gebied, een committimus, dat op dezelfde wijze door de Gecommitteerde Raden van Zeeland werd bestuurd als de overige Zeeuwse eilanden.
Toen de ondergelopen polders weer ingedijkt werden, kwamen in het Land van Axel dan ook veel kolonisten die afkomstig waren uit Walcheren en Zuid-Beveland. Dezen waren calvinistisch, evenals een groot deel van de reeds lang onder Staats bestuur staande oorspronkelijke bevolking. Dit alles leidde ertoe dat zowel het Axelse dialect als de Axelse klederdracht meer op hun Zeeuwse equivalenten leken dan elders in Zeeuws-Vlaanderen het geval was.
De rest van Zeeuws-Vlaanderen werd pas later door de Staatsen veroverd en zou het Generaliteitsland Staats-Vlaanderen gaan vormen. Dit zou pas op 19 september 1814 bij de provincie Zeeland aangesloten worden.

### Moderne ontwikkelingen
De bevolking in het Land van Axel was dus -soms streng- calvinistisch. Dit hield onder meer in dat er ook een richtingenstrijd woedde waardoor zich tal van rechtzinniger kerkgenootschappen afsplitsten van de Nederlandse Hervormde Kerk. Door inpolderingen, waarvan die van de Braakman in 1952 de laatste was, hield het Eiland van Axel de facto op te bestaan.
Ingrijpender nog is de aanleg van het Kanaal Gent-Terneuzen geweest. Vooral na de verbeteringen van dit kanaal van 1895-1905 begon de Kanaalzone zich te industrialiseren. Dit betrof in de eerste plaats het Belgische gedeelte ervan, maar ook in het Nederlandse gedeelte verscheen een aantal belangrijke industrieën. Deze ontstonden met name in Sas van Gent, Sluiskil, en Terneuzen. Dit deed ook in het Land van Axel de bevolking sterk toenemen, waarbij de verschillen met het omliggende land in de grotere bevolkingskernen werden afgevlakt. Met name de dorpen Hoek en Zaamslag hebben hun landelijke karakter en Zeeuwse uitstraling weten te behouden.